# Panaitoaia
Panaitoaia – wieś w Rumunii, w okręgu Botoszany, w gminie Avrămeni. W 2011 roku liczyła 181 mieszkańców.